# Landgericht Heilbronn

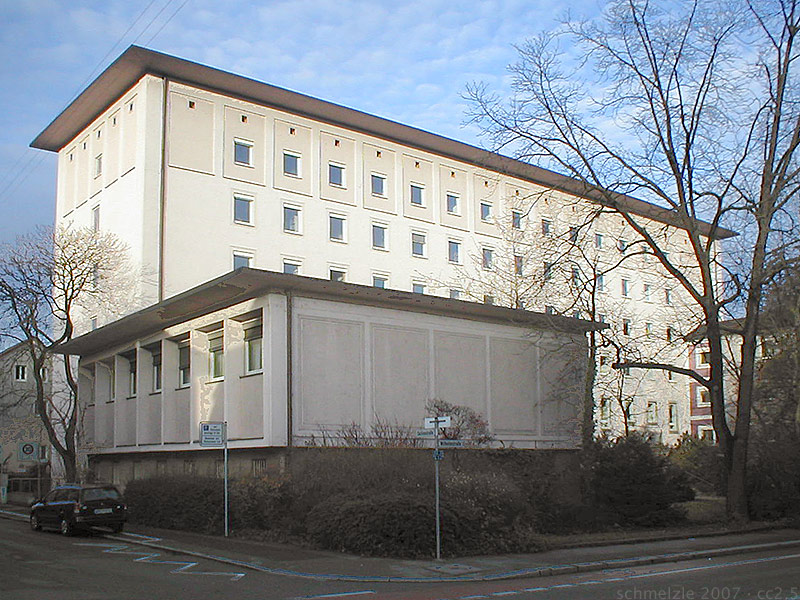
Das Landgerichtsgebäude an der Wilhelmstraße 8 in Heilbronn

Das Landgericht Heilbronn ist ein Gericht der ordentlichen Gerichtsbarkeit mit Sitz in Heilbronn. Es ist zuständig für Prozesse auf dem Gebiet des Strafrechts und des Zivilrechts.

## Über- und untergeordnete Gerichte, Zuständigkeit

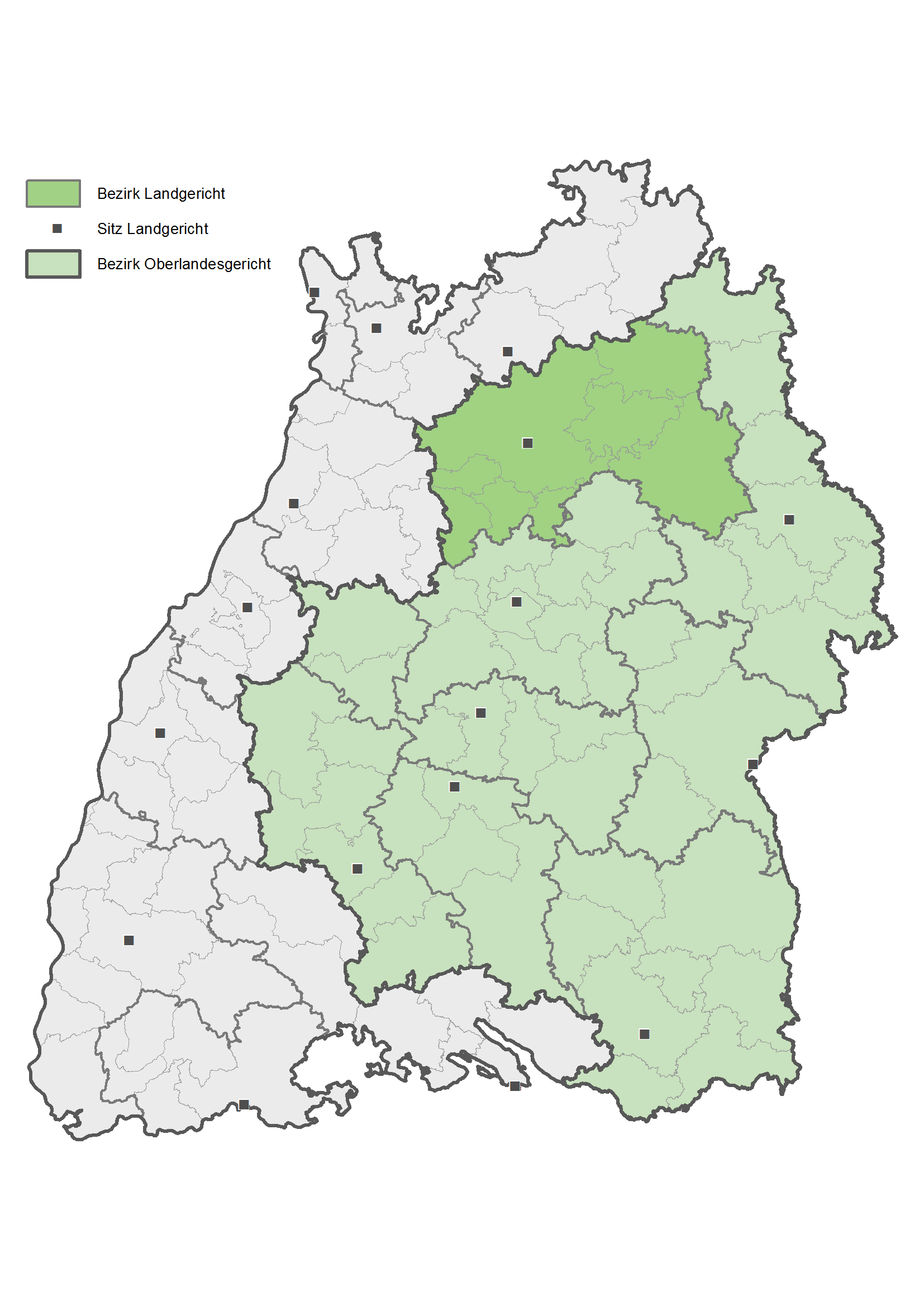
Karte des Landgerichtsbezirks Heilbronn in Baden-Württemberg

Dem Landgericht in Heilbronn ist das Oberlandesgericht Stuttgart übergeordnet, diesem wiederum der Bundesgerichtshof.
Untergeordnet sind dem Gericht die Amtsgerichte Besigheim, Marbach am Neckar, Vaihingen an der Enz, Brackenheim, Heilbronn, Künzelsau, Öhringen und Schwäbisch Hall.

## Geschichte

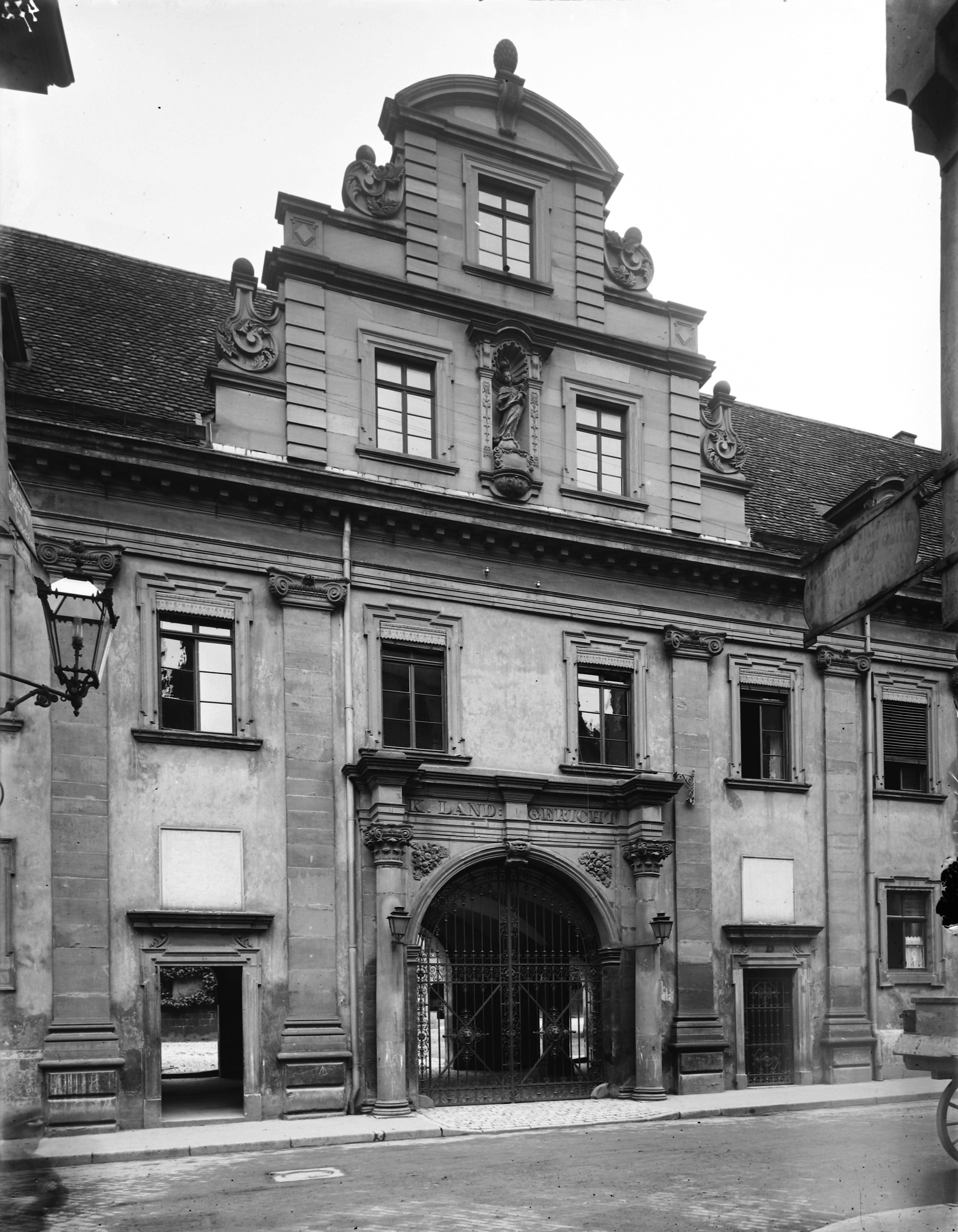
Das Königliche Landgericht im Deutschhof (1910)

Zunächst gab es in Heilbronn ein württembergisches Oberamtsgericht, im Rahmen einer Gerichtsreform wurde Heilbronn dann Sitz eines Kreisgerichtshofes. 1879 wurde bei der Umsetzung des Reichsgerichtsverfassungsgesetzes aus dem Kreisgerichtshof das „Königliche Landgericht Heilbronn“. Das Personal bestand damals aus dreizehn Richtern, dem Präsidenten des Gerichtes Gottlieb Karl von Huber und neunzehn Kanzleikräften. Am Gericht waren damals sieben Rechtsanwälte zugelassen. Der Bezirk des Gerichtes umfasste neun Oberämter mit den zugehörigen Amtsgerichten. Das Gericht saß wie zuvor schon der Kreisgerichtshof im Deutschhof, bis dieser 1944 nach Bombenangriffen ausbrannte.
1924 wurde das Amtsgericht Backnang aus dem Gerichtsbezirk ausgegliedert und dem Bezirk des Landgericht Stuttgart eingegliedert, das Amtsgericht Weinsberg wurde 1926 aufgelöst. Als 1932 das Landgericht Hall aufgelöst wurde, dehnte sich der Gerichtsbezirk auf die Amtsgerichte Gaildorf, Schwäbisch Hall, Künzelsau und Öhringen aus. Von den dreißig am Landgericht zugelassenen Rechtsanwälten mussten sechs während der NS-Zeit ihre Arbeit aufgeben, da sie Juden waren. Der Rechtsanwalt Siegfried Gumbel starb schließlich im Konzentrationslager, die anderen Anwälte konnten auswandern. 1943 wurden die dem Landgericht Heilbronn unterstellten Amtsgerichte Gaildorf und Neckarsulm faktisch aufgelöst.
Das Landgericht wurde nach dem Zweiten Weltkrieg zunächst auf verschiedene Gebäude verteilt und zog 1947 in die Villa Frau Alfred Knorr in die Bismarckstraße 50. Aus Platzmangel wurden aber auch Gerichtssitzungen im damaligen Gebäude des Amtsgerichtes Heilbronn in der Bismarckstraße 63 abgehalten. 1951 wurde mit dem Bau eines neuen Landgerichtsgebäudes in der Wilhelmstraße 8 begonnen, welches 1958 dann bezogen wurde und in dem sich bis 2002 auch die Staatsanwaltschaft Heilbronn befand. 1995 verlor das Landgericht die Zuständigkeit für den Bezirk des Amtsgerichts Maulbronn an das Landgericht Karlsruhe.

## Prozesse

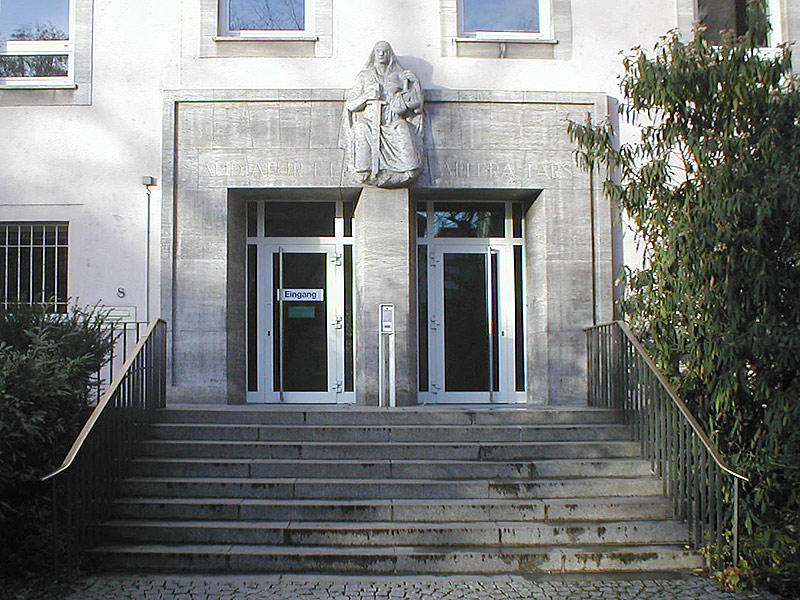
Portal des neuen Landgerichtsgebäudes von 1951

An bedeutenden Prozessen, die am Landgericht Heilbronn stattfanden, ist zunächst ein Mordprozess von 1961 zu erwähnen. Der Angeklagte hatte seine Frau erwürgt, zerstückelt und die Leichenteile dann in den Neckar geworfen. Die Leiche war in der Folge nicht auffindbar. Da ihm eine Tötungsabsicht nicht nachzuweisen war, wurde er wegen Körperverletzung mit Todesfolge verurteilt.
1965 kam es zum Heilbronner Sittenprozess, in dem es um pornografische Aufnahmen eines Kaufmannes ging, die dieser verschickt hatte, sowie um Partnertausch. Der Mann wurde wegen fünfmaliger schwerer Kuppelei in Tateinheit mit eigennütziger Kuppelei und Verbreitung unzüchtiger Bilder und Schriften verurteilt.
1977 fand erneut ein Mordprozess um eine verschwundene Leiche statt. Der Täter wurde auf Grund von Blutspuren an seinem Auto überführt.
Mediales Aufsehen erregte außerdem im April 2006 ein Freispruch in erster Instanz vor dem Landgericht Heilbronn gegen den als „Bäcker von Siegelsbach“ bekannt gewordenen Tatverdächtigen eines bewaffneten Raubüberfalls.

## Präsidenten
- Gottlieb Karl von Huber 1879–1882
- von Speidel 1885–1893
- August von Hauff 1894–1905
- Friedrich von Korn 1906–1915
- Karl von Mayer 1915–1924
- Eugen Ensinger 1924–1933
- Alfons Linder 1933–1937
- Richard Kautter 1938–1945
- Fritz Eppinger 1945–1951
- Edgar Zais 1951–1955
- Adolf Wingler 1955–1963
- Karl Maier 1963–1975
- Werner Lindenmaier 1976–1984
- Jörg Bauser 1984–1993
- Peter Wunderlich 1993–1995
- Kurt Breucker 1996–1999
- Gerhard Harriehausen 2000–2007
- Wolfgang Görlich (14. Dezember 2007–2020)
- Agnes Aderhold (seit 2021)